# Kofferbak

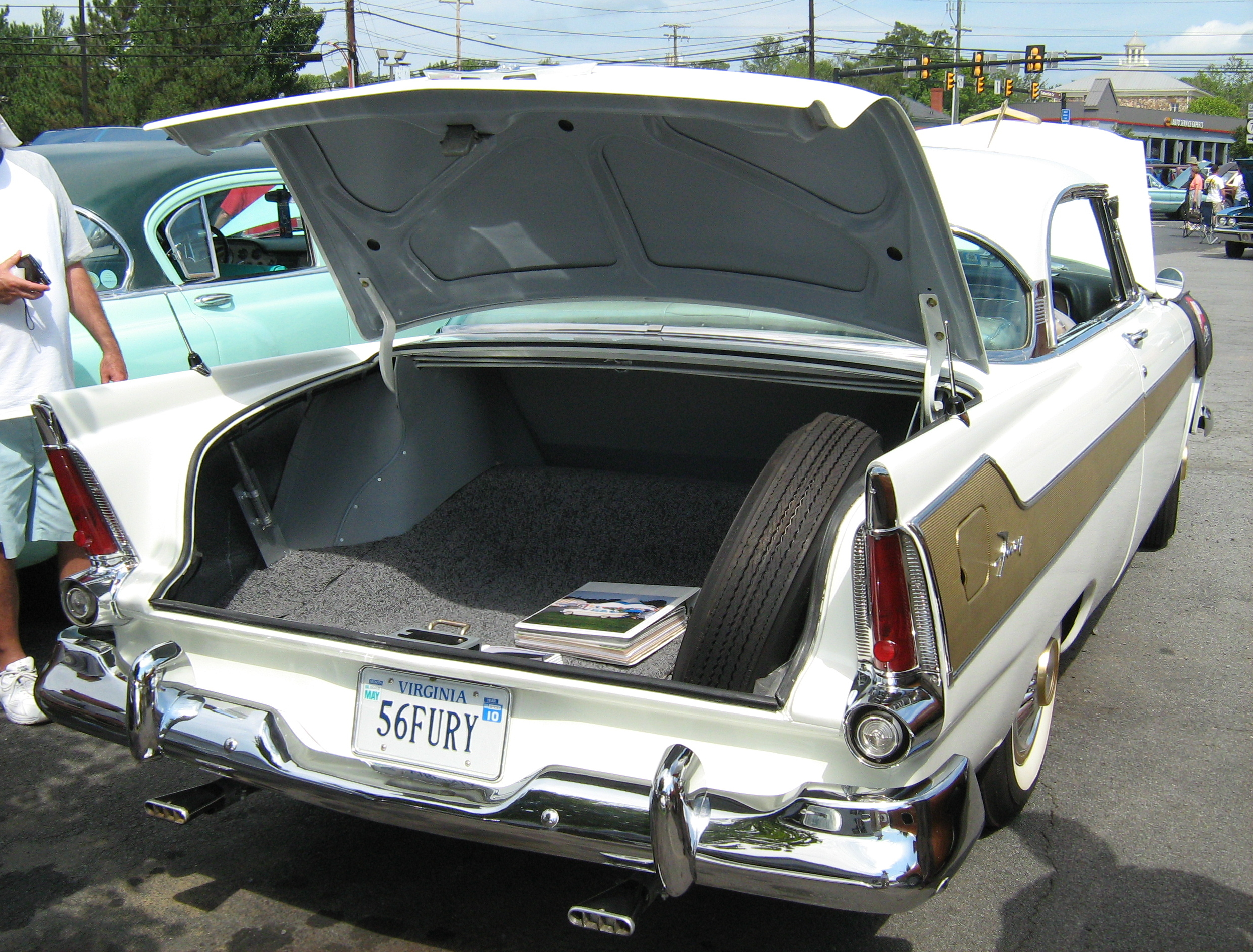
Kofferbak van een Plymouth Fury (1956)

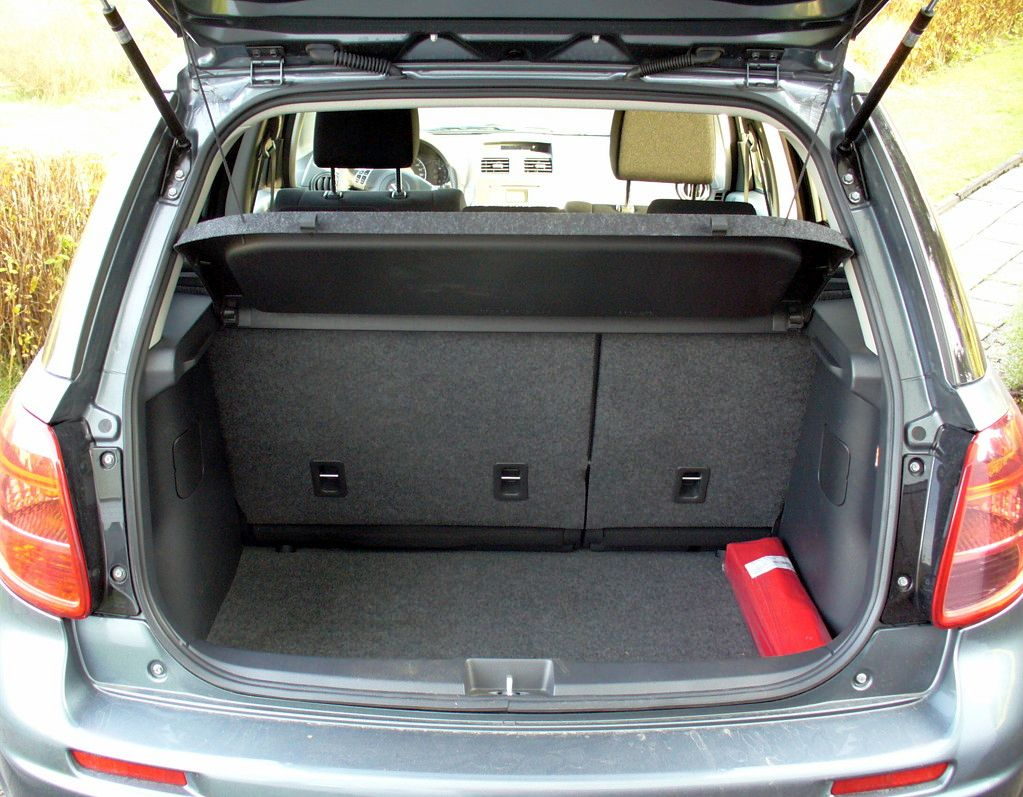
Kofferbak van een Suzuki SX4, de (gedeeltelijk) neerklapbare achterbank is zichtbaar

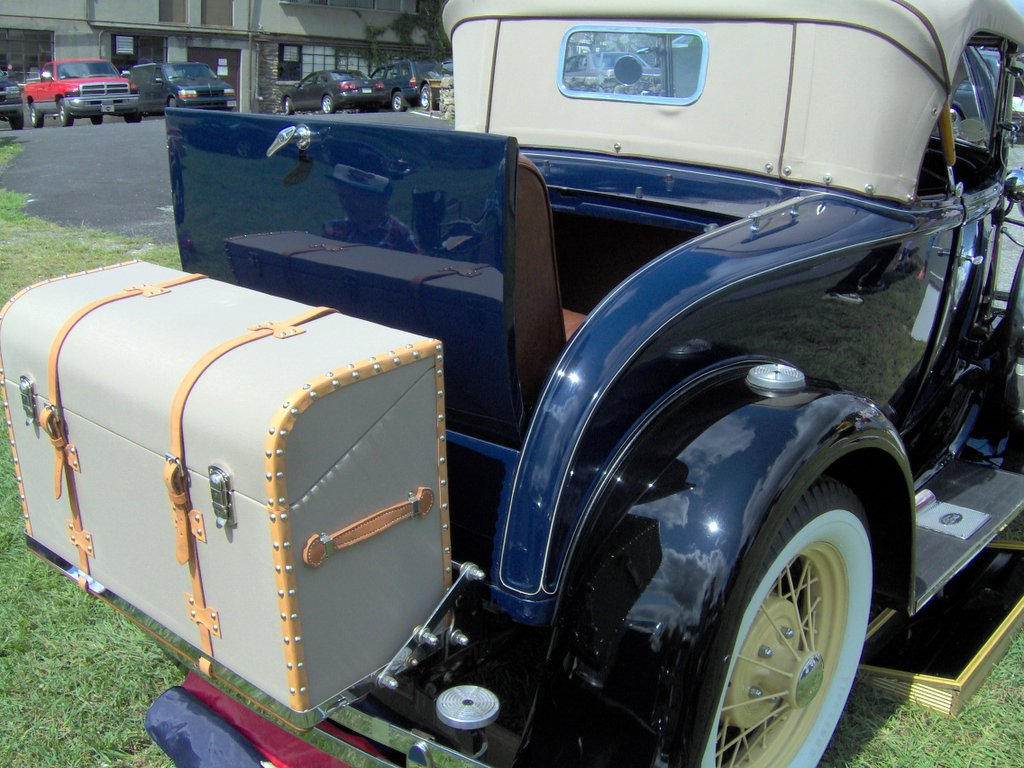
Ford Model A (1931) met rumble seat en een rek voor een koffer

De kofferbak (ook wel kattenbak of achterbak genaamd) is bij een auto van het type sedan de bagageruimte. Deze ruimte bevindt zich doorgaans achter in de auto. Bij auto's met de motor achterin, bevindt de kofferruimte zich echter in de neus van de auto; zoals de Volkswagen Kever.
De kofferbak was oorspronkelijk bedoeld als bergruimte voor koffers, vandaar de naam. De ruimte is van buitenaf te bereiken middels een kofferbakdeksel. Aanvankelijk was hij niet bereikbaar vanuit de auto zelf, maar bij moderne auto's is hij ook toegankelijk via een wegneembare hoedenplank.
In het geval van een hatchback is het kofferbakdeksel geëvolueerd tot derde of vijfde deur van de auto. Vaak kan dan de achterbank geheel of gedeeltelijk worden neergeklapt zodat grotere objecten kunnen worden vervoerd.